# Les Verts du Tyrol du Sud/Haut-Adige
Les Verts du Tyrol du Sud/Haut-Adige (en allemand : Die Grünen Südtirols, en italien : I Verdi del Sudtirolo/Alto Adige, en ladin : Vërc), connu sous l'appellation Verdi - Grüne - Vërc (VGV), est un parti politique de la province autonome de Bolzano, indépendant mais faisant partie de la Fédération des Verts italienne. Il a été créé formellement en 1996, après avoir participé aux élections depuis 1978.

## Historique
Le parti obtient, sur le symbole électoral de Gauche, écologie et liberté, l'élection de Florian Kronbichler, un député germanophone, lors des élections générales italiennes de 2013. Toujours alliés avec Gauche, écologie et liberté, ils obtiennent un conseiller provincial supplémentaire lors des élections du 27 octobre 2013 (3 conseillers au total sur 35).
En 2017, il rejoint la coalition Libres et égaux.